# 宣府镇

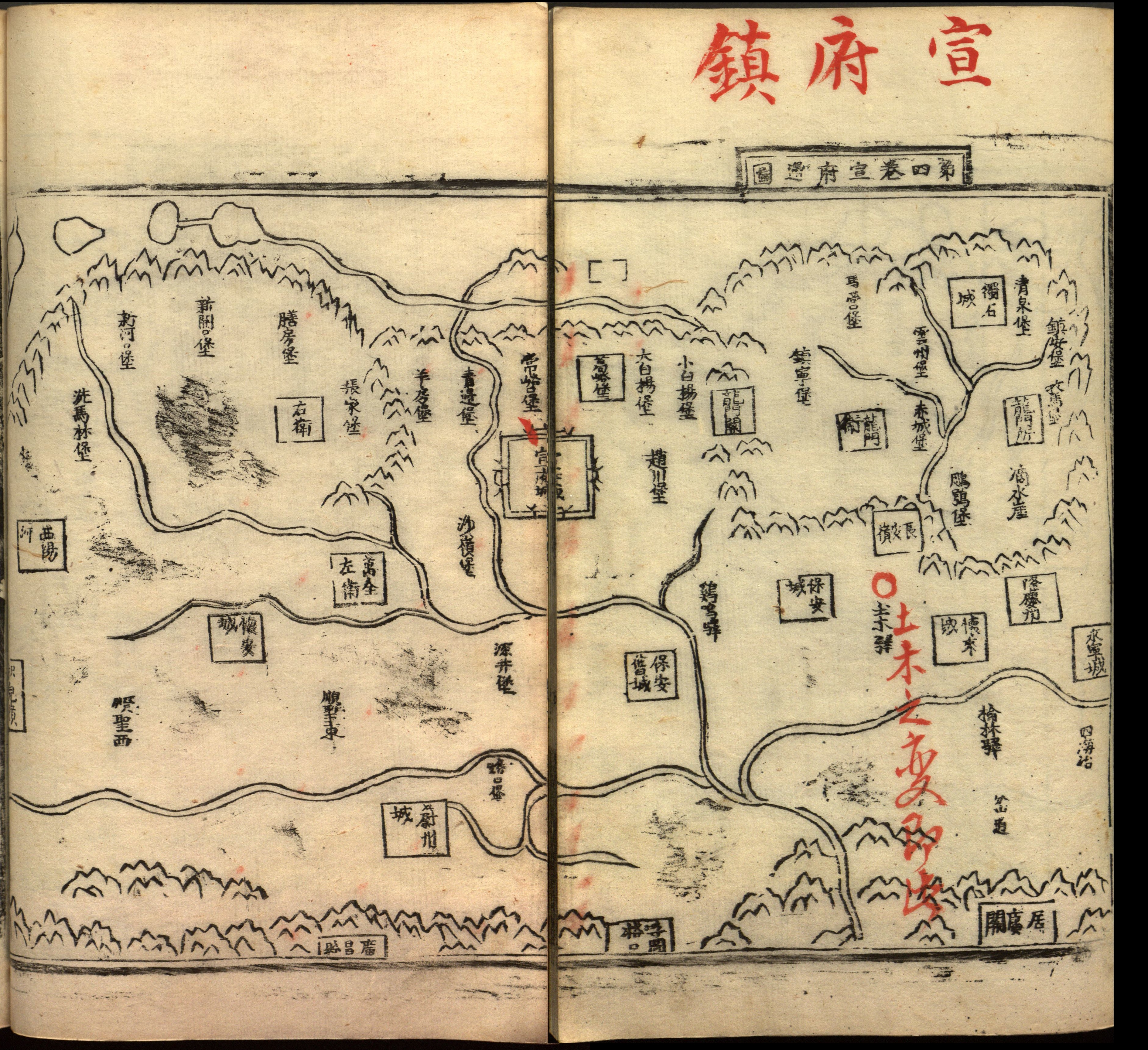
皇明九邊考宣府鎮

宣府镇是明朝政府依托明长城建立的军事防御区——九镇之一。
明初，明政府为抵御北方蒙古诸部的南下劫掠，建筑明长城。形成辽东、蓟州、宣府等九个防区。宣府镇与其它军镇相同，负责本地区内长城、烽火墩台、各级屯兵城的防御工作。